# Đắk Nông (huyện)
Đắk Nông là một huyện cũ thuộc tỉnh Đắk Lắk, sau thuộc tỉnh Đắk Nông, Việt Nam.

## Địa lý
Huyện Đắk Nông nằm ở phía nam tỉnh Đắk Lắk lúc bấy giờ, có vị trí địa lý:
- Phía đông giáp huyện Lắk và tỉnh Lâm Đồng
- Phía tây giáp huyện Đắk R'lấp
- Phía nam giáp tỉnh Lâm Đồng
- Phía bắc giáp huyện Đắk Song và huyện Krông Nô.

Trước khi giải thể vào năm 2005, huyện Đắk Nông có diện tích 1.728,92 km², dân số là 56.063 người, mật độ dân số đạt 32 người/km².

## Hành chính
Huyện Đắk Nông có 9 đơn vị hành chính cấp xã trực thuộc, bao gồm thị trấn Gia Nghĩa và 8 xã: Đắk Ha, Đắk Nia, Đắk Plao, Đắk R'Măng, Đắk Som, Quảng Khê, Quảng Sơn, Quảng Thành.

## Lịch sử
Dưới thời Việt Nam Cộng hòa, địa bàn huyện Đắk Nông tương ứng với hai quận Kiến Đức và Khiêm Đức thuộc tỉnh Quảng Đức.
Sau năm 1975, tỉnh Quảng Đức bị giải thể, địa bàn sáp nhập vào tỉnh Đắk Lắk. Đồng thời, chính quyền sáp nhập hai quận Kiến Đức và Khiêm Đức thành huyện Đắk Nông thuộc tỉnh Đắk Lắk.
Khi mới thành lập, huyện Đắk Nông có 8 xã: Đạo Nghĩa, Quảng Khê, Quảng Phú, Quảng Sơn, Quảng Tân, Quảng Tín, Quảng Thành (huyện lỵ) và Quảng Trực.
Ngày 20 tháng 4 năm 1978, Phủ Thủ tướng ban hành Quyết định số 72-BT về việc thành lập xã Đắk Rung.
Ngày 17 tháng 1 năm 1984, Hội đồng Bộ trưởng ban hành Quyết định số 13-HĐBT về việc chia xã Quảng Khê thành 2 xã: Quảng Khê và Đắk Plao.
Huyện Đắk Nông có 10 xã: Đắk Plao, Đắk Rung, Đạo Nghĩa, Quảng Khê, Quảng Phú, Quảng Sơn, Quảng Tân, Quảng Tín, Quảng Thành, Quảng Trực.
Ngày 22 tháng 2 năm 1986, Hội đồng Bộ trưởng ban hành Quyết định số 19-HĐBT về việc thành lập huyện Đắk R'lấp trên cơ sở 4 xã: Đạo Nghĩa, Quảng Tân, Quảng Tín và Quảng Trực của huyện Đắk Nông.
Huyện Đắk Nông có 244.750 hécta diện tích tự nhiên với 19.870 nhân khẩu và 6 xã: Quảng Thành, Quảng Phú, Quảng Khê, Quảng Sơn, Đắk Blao, Đắk Rung.
Ngày 10 tháng 9 năm 1986, Hội đồng Bộ trưởng ban hành Quyết định 106/HĐBT về việc chia xã Quảng Phú thành 2 xã: Quảng Phú và Đức Xuyên.
Ngày 9 tháng 11 năm 1987, Hội đồng Bộ trưởng ban hành Quyết định số 212-HĐBT về việc tách 2 xã Quảng Phú và Đức Xuyên để thành lập huyện Krông Nô.
Trong giai đoạn 1988–1994, huyện thành lập thêm 5 đơn vị hành chính, bao gồm thị trấn Gia Nghĩa và 4 xã: Đắk Ha, Đắk Nia, Đắk R'Măng, Trường Xuân.
Ngày 24 tháng 3 năm 1998, Chính phủ ban hành Nghị định số 18/1998/NĐ-CP về việc về việc thành lập xã Đắk Som trên cơ sở 7.500 ha diện tích tự nhiên và 1.315 người của xã Đắk Plao.
Ngày 21 tháng 6 năm 2001, Chính phủ ban hành Nghị định số 30/2001/NĐ-CP về việc chuyển hai xã Đắk Rung và Trường Xuân về huyện Đắk Song mới thành lập.
Huyện Đắk Nông còn lại thị trấn Gia Nghĩa và 8 xã: Đắk Ha, Đắk Nia, Đắk Plao, Đắk R'Măng, Đắk Som, Quảng Khê, Quảng Sơn, Quảng Thành.
Ngày 26 tháng 11 năm 2003, Quốc hội ban hành Nghị quyết 22/2003/QH11 về việc chia tỉnh Đắk Lắk thành hai tỉnh Đắk Lắk và Đắk Nông. Khi đó, huyện Đắk Nông thuộc tỉnh Đắk Nông. Tỉnh lỵ tỉnh Đắk Nông đặt tại thị trấn Gia Nghĩa thuộc huyện Đắk Nông.
Ngày 27 tháng 6 năm 2005, Chính phủ ban hành Nghị định số 82/2005/NĐ-CP về việc thành lập thị xã Gia Nghĩa – thị xã tỉnh lỵ tỉnh Đắk Nông trên cơ sở tách thị trấn Gia Nghĩa và hai xã Đắk Nia, Quảng Thành thuộc huyện Đắk Nông.
Sau khi điều chỉnh địa giới hành chính, huyện Đắk Nông còn lại 144.228 ha diện tích tự nhiên, 20.504 người với 6 xã trực thuộc và được đổi tên thành huyện Đắk Glong.